# Hillbilly Elegy, una memoria de una familia y una cultura en crisis
Hillbilly Elegy: A Memoir of a Family and Culture in Crisis (en español, Elegía campesina: una memoria de una familia y una cultura en crisis) es una memoria superventas de 2016 escrita por J. D. Vance sobre los valores de los Apalaches de su familia de Kentucky y los problemas sociales y socioeconómicos de su ciudad natal de Middletown, Ohio, donde se mudaron los padres de su madre cuando eran jóvenes.
En 2020, se adaptó a la película Hillbilly Elegy dirigida por Ron Howard y protagonizada por Glenn Close y Amy Adams. La película fue recibida con críticas mixtas, siendo nominada tanto a los Golden Raspberries como a los Oscar.

## Resumen
Vance describe su educación y sus antecedentes familiares mientras crecía en Middletown, Ohio. Escribe sobre una historia familiar de pobreza y trabajos físicos mal pagados que desde entonces han desaparecido o empeorado en sus garantías, y compara esta vida con su perspectiva después de dejarla.
Aunque Vance se crio en Middletown, su madre y su familia eran del condado de Breathitt, Kentucky. Sus valores apalaches incluyen rasgos como la lealtad y el amor a la patria a pesar de los problemas sociales, incluida la violencia y el abuso verbal. Relata el alcoholismo y el abuso de sus abuelos, y la historia de adicción a las drogas y relaciones fallidas de su inestable madre. Los abuelos de Vance finalmente se reconciliaron y se convirtieron en sus tutores de facto. Su estricta pero cariñosa abuela lo presionó y, finalmente, Vance pudo dejar Middletown para asistir a la Universidad Estatal de Ohio y la Escuela de Derecho Yale.
Además de su historia personal, Vance plantea interrogantes sobre la responsabilidad de su familia y su pueblo por su desgracia. Vance culpa a la cultura del paleto, del lumpen y del subvencionado y su supuesto fomento de la decadencia social. Comparativamente, considera que la inseguridad económica juega un papel mucho menor. Para dar crédito a su argumento, Vance se basa habitualmente en la experiencia personal. Como cajero de una tienda de comestibles, observaba a los beneficiarios de asistencia social hablar por teléfonos celulares, aunque Vance, que trabajaba, no podía permitirse uno.
Su resentimiento hacia aquellos que parecían beneficiarse de su mal comportamiento mientras él luchaba, especialmente combinado con sus valores de responsabilidad personal y amor duro, se presenta como un microcosmos de la razón del cambio político general de Appalachia de una fuerte afiliación demócrata a una fuerte afiliación republicana. Asimismo, relata historias destinadas a mostrar una falta de ética laboral, incluida la historia de un hombre que renunció, después de expresar disgusto por los horarios de su trabajo y publicar en las redes sociales sobre la "economía Obama", así como un compañero de trabajo, con una novia embarazada, que faltaría al trabajo.

## Publicación
En julio de 2016, el libro se popularizó gracias a una entrevista con el autor publicada por The American Conservative. El volumen de solicitudes inhabilitó brevemente el sitio web. A mediados de agosto, The New York Times escribió que el título se había mantenido entre los diez más vendidos de Amazon desde la publicación de la entrevista.
Vance acredita a su profesora de derecho contractual de Yale, Amy Chua, como la "madrina del autor" del libro.